# Jean-Paul Mathieu
Jean-Paul Mathieu (Hadol, Vosges, 23 de agosto de  1940 - ) é um religioso e físico francês.
Estudou no Grande seminário de Saint-Dié,  prosseguindo sua formação em Paris no Instituto Católico de Paris e na Universidade de Sorbonne onde formou-se em filosofia.
Foi ordenado padre em 11 de abril de 1966 pela Diocese de Saint-Dié. Nomeado bispo na mesma diocese em 14 de dezembro de 2005 e consagrado em 22 de janeiro de 2006.
Como professor de física na Faculdade das ciências de Paris escreveu em co-autoria com Pierre Fleury (1894-1976) um "Tratado Geral de Física", em 8 volumes.